# All Too Well: The Short Film
All Too Well: The Short Film es un cortometraje estadounidense de drama romántico escrito, dirigido y producido por Taylor Swift. Titulado así por la canción de 2012 de Swift «All Too Well», la película se basa en la premisa de la versión de 10 minutos de la canción, y está protagonizada por Sadie Sink y Dylan O'Brien como pareja en una relación romántica destinada a desmoronarse; Swift también hace una breve aparición. Fue lanzado en YouTube el 12 de noviembre de 2021, junto con el segundo álbum regrabado de Swift, Red (Taylor's Version). La película se estrenó el mismo día en los AMC Theatres de Lincoln Square, Nueva York.

## Reparto
- Sadie Sink como Ella
  - Taylor Swift como Ella, más tarde
- Dylan O'Brien como Él[nota 1]
  - Jake Lyon como Él, más tarde
- Shawn Levy como El padre de Ella

## Antecedentes
La cantante y compositora estadounidense Taylor Swift anunció su segundo álbum regrabado, Red (Taylor's Version), una regrabación del cuarto álbum de estudio de Swift, Red (2012), para su lanzamiento el 12 de noviembre de 2021. Contiene la versión regrabada de la canción favorita de los fanáticos «All Too Well», y su versión original de 10 minutos como pista extra «desde el baúl». El 5 de noviembre de 2021, Good Morning America reveló un adelanto para un cortometraje escrito y dirigido por Swift, titulado All Too Well, basado en la canción. Está programado para un lanzamiento en línea el 12 de noviembre, junto con el álbum regrabado. El teaser mostraba un automóvil que pasaba por una carretera cubierta por árboles otoñales a ambos lados, y su elenco está conformado por Swift, la actriz estadounidense Sadie Sink y el actor estadounidense Dylan O'Brien.